# Костадин Германов
Костадин Иванов Германов е български футболист, защитник, състезавал се за тимовете на ФК Левски (София) и ФК „Сливнишки герой“ (Сливница).

## Биография
Роден е на 14 май 1991 година в София. Висок е 185 см. Завършва 166 СОУ „Васил Левски“ в София.
Започва да се състезава в детските гарнитури на ФК Левски (София), където тренира под ръководството на Славчо Стоилов. Последователно преминава през всички формации на клуба.
Състезавал се е за тима на ФК Левски-Раковски (София)